# Hronské Kľačany
Hronské Kľačany – wieś (obec) na Słowacji położona w kraju nitrzańskim, w powiecie Levice. Pierwsze wzmianki o miejscowości pochodzą z roku 1275. 
Według danych z dnia 31 grudnia 2012, wieś zamieszkiwało 1438 osób, w tym 737 kobiet i 701 mężczyzn.
W 2001 roku rozkład populacji względem narodowości i przynależności etnicznej wyglądał następująco:
- Słowacy – 99,39%
- Czesi – 0,2%
- Węgrzy – 0,41%

Ze względu na wyznawaną religię struktura mieszkańców kształtowała się w 2001 roku następująco:
- Katolicy rzymscy – 96,93%
- Grekokatolicy – 0,2%
- Ewangelicy – 0,54%
- Prawosławni – 0,07%
- Ateiści – 1,7%
- Nie podano – 0,48%